# Pterophorus scholasticus
Pterophorus scholasticus is een vlinder uit de familie vedermotten (Pterophoridae). De wetenschappelijke naam van de soort is voor het eerst geldig gepubliceerd in 1924 door Edward Meyrick.